# Don Polillo
Don Polillo es una serie de historietas creada por Manuel Vázquez Gallego en 1969 para la revista "Gran Pulgarcito" de Editorial Bruguera, y protagonizada por el personaje homónimo.
Don Polillo fue una de las tres series creadas para el primer número de "Gran Pulgarcito" por Vázquez, junto a Feliciano y La Abuelita Paz. Su diseño gráfico es muy similar al del abuelo de La Familia Churumbel (1960): Muy bajito y todo vestido de negro, salvo por una bufanda violeta y los zapatos marrones. Lleva un bastón y un sombrero que cubre sus ojos; dos grandes bigotes blancos.
En su carácter y modo de actuar, es más semejante a Don Cloroformo (1951) de Nadal y Don Pelmazo Bla, bla, bla (1959) de Raf.